# Paroy-sur-Tholon
Paroy-sur-Tholon ist eine französische Gemeinde im Département Yonne (Region Bourgogne-Franche-Comté) im Arrondissement Sens (bis 2017: Arrondissement Auxerre) und im Kanton Charny Orée de Puisaye. Die Gemeinde hat 297 Einwohner (Stand: 1. Januar 2022), die Paroissiens und Paroissiennes genannt werden.

## Geographie
Paroy-sur-Tholon liegt etwa 27 Kilometer nordwestlich von Auxerre. Umgeben wird Paroy-sur-Tholon von den Nachbargemeinden Joigny im Norden, Champlay im Süden und Osten, Montholon im Süden und Südwesten sowie Chamvres im Westen.

## Bevölkerungsentwicklung
| Jahr                      | 1962 | 1968 | 1975 | 1982 | 1990 | 1999 | 2006 | 2013 | 2020 |
| ------------------------- | ---- | ---- | ---- | ---- | ---- | ---- | ---- | ---- | ---- |
| Einwohner                 | 219  | 223  | 236  | 241  | 265  | 283  | 310  | 309  | 280  |
| Quelle: Cassini und INSEE |      |      |      |      |      |      |      |      |      |

## Sehenswürdigkeiten

Kirche Saint-Pierre-aux-Liens

- Kirche Saint-Pierre-aux-Liens